# Сибірський ВТТ
Сибірський ВТТ (рос. СИБИРСКИЙ ИТЛ, СИБУЛОН, Сиблаг) — система місць ув'язнення і спецпоселень на території Західного Сибіру в 1930-50-ті рр. Постачальник робочої сили для промисловості, гірничодобування, лісозаготівлі, с/г підприємств і будівельних об'єктів Сибіру. На 1 червня 1930 — 24 284 в'язнів (з/к).

## Основні сфери господарської діяльності
Основні сфери господарської діяльності в 1930-32 роках:
- будівництво залізниці Томськ — Єнісейськ (42,5 км, розпочато в березні 1930);
- будівництво Ніфантьєвського шосе (174 км в Туруханському краю, розпочато в червні 1930),
- будівництво радгоспів, Кузнецькбуд (Сталінськ), Сибкомбайнбуд (Новосибірськ);
- вугільні шахти в Кузбасі;
- будівництво цегельного заводу (Маріїнськ);
- виробництво швейної (Яя), трикотажної, взуттєвої продукції;
- лісозаготівлі;
- металообробка;
- золотодобування;
- рибний промисел.

## Історія
Перша згадка восени 1929 року як Сибірське управління таборів особливого призначення (рос. СиБУЛН).
У листопаді 1932 реорганізований: виділений відділ трудпоселень і переданий в ПП ОДПУ, ліквідована частина відділень, а Управління переведено в Маріїнськ.

### З середини 1930-х
З середини 1930-х років діяльність здебільшого с/г напрямку: СиБУЛН став крупним постачальником с/г продукції для таборів ГУЛАГ, а також виконував роль інвалідного табору.
До 1936 в структурі СиБУЛНу знаходилися 2 відділення (Осиновське, Ахпунське), 15 окремих табірних пунктів (Маріїнський, Яйський, Арлюкський, Ново-Іванівський, Антибеський, Томський, Берилюський, Чистюньський, Орлово-Розовський, Сусловський, Юргінський, Кемчугський, Камишенський, Тайгинський, Чуйський), 3 фабрично-завод. колонії (Іскитимська, Новосибірська, Прокоп'євська) і 10 тюрем.
У 1936 перетворений в Управління виправно-трудових таборів, трудпоселень і місць ув'язнення Управління НКВС по Західно-Сибірському краю (рос. УИТЛ, ТП и МЗ УНКВД ЗСК).
У 1938 на базі одного з відділень в селищі Теміртау утворений Горно-Шорський табір для будівництва залізничної гілки (Мундибаш — Таштагол) на півдні Кузбасу (ГоршорЛАГ, начальник Макаров), який проіснував до 1941 року.
На 1 січня 1940 за СиБУЛНом значилися 38932 з/к, 497 вільнонайманих, 126 тис. га землі, 9,3 тис. крупної рогатої худоби, 28 тис. свиней, 7,3 тис. коней, 335 тракторів різних марок та ін.

### Сиблаг в 1940-і— 1950-і
Як самостійний підрозділ в системі ГУЛАГу сталінських таборів, Сибірський виправно-трудовий табір НКВС (рос. Сиблаг НКВД) починає функціонувати з 1942 та діяв по 1961 рр.
До 1956 року в Сибірському ВТТ налічувалося від 30 до 35 тисяч зеків, засуджених ув'язнених. Всі вони перебували на режимі важких примусових робіт (лісоповал, транспортування лісу, лісопилка, будівельні роботи, рідше — сільгоспроботи, ін.).
Узагальнена картина життя в сибірському концтаборі описана письменником Олександром Солженіциним в оповіданні «Один день Івана Денисовича» (1959).
Картини Сибірського ВТТ представлені у творах сибірських письменників Миколи Углова та Василя Афоніна в їх автобіографічних книгах «Солоне дитинство в зоні» і «Біографія» відповідно.
Офіційно спецкомендатури Сибірського ВТТ почали ліквідовувати з 1958 року. Однак багато «спецпоселенців» продовжували «відзначатися» ще до кінця 1960-х рр.
В серпні 2009 року на території Маріїнська відкрито Меморіал в пам'ять жертв «Сиблагу».

## Структура

#### Підрозділи ВТТ:[2]
1. Яйське табірне відділення № 5 (з 1945 року Пром ВТК № 1) — Яйська швейна фабрика по виробництву спецодягу для в'язнів та радянських солдат в роки війни; табірний пункт сільського господарства на базі колгоспу ім. Георгія Димитрова, кількістю 200 в'язнів (40 км від ст. Яя).
2. Тайгінський окремий табірний пункт № 2 (з 1945 року Пром ВТК № 2) — три табірні пункти з лісозаготівлі та деревообробки і пункт підсобного господарства Теплинка (34 кс від ст. Тайга).
3. Юргинський окремий табірний пункт (з 1945 року Пром ВТК № 3) — орієнтований на сільське господарство.
4. Кемеревський окремий табірний пункт № 1 (з 1945 року Пром ВТК № 4).
5. Кемеревський окремий табірний пункт № 2 (з 1945 року Пром ВТК № 5).
6. Гур’євський окремий табірний пункт № 8 (з 1945 року Пром ВТК № 6) — обслуговування Металургійного заводу Наркомчермету.
7. Новокузнецьке табірне відділення № 7 (з 1945 року Пром ВТК № 7) — обслуговувало Кузнецький металургійний комбінат ім. Й.В. Сталіна (1500 чоловік), Шушталепський лісокомбінат (120 чоловік), завод № 605 Наркомату боєприпасів (130 чоловік) та шахту «Байдаєвську» (400 чоловік).
8. Старокузнецьке відділення (з 1945 року Пром ВТК № 8).
9. Ахпунське відділення № 6 (з 1945 року Пром ВТК № 9) — табірний пункт копальні КМК в селищі Темиртау, при ньому табірний пункт Центрального шпиталю Темиртау, пункт Лісозавод КМК (станція Чугунаш, 1,5 км від залізниці) та пункт підсобного господарства на станції Амзас.

## Начальники ВТТ
- 01.09.1929—28.10.1931 М.М. Чунтонов;
- 28.10.1931—23.08.1932 И.М. Біксон;
- 23.08.1932—22.11.1933 А.А. Горшков;
- 22.11.1933—? П.П. Соколов;
- 19.02.1934—22.04.1936 М.М. Чунтонов;
- 03.10.1936—14.09.1938 А.П. Шишмарьов;
- 14.09.1938—04.1940 А.С. Свірідов;
- 07.04.1942—07.07.1945 Р.П. Филимонов;
- 27.02.1946—17.09.1947 Г.М. Прокоп’єв;
- 17.09.1947—? ?. ?.Черкашин, т.в.о. начальника;
- ?—по 20.02.1951 Г.М. Прокоп’єв;
- 20.02.1951—не раніше 03.1958 И.М. Веліканов;
- згадка 29.05.1956 ?. ?.Зуєв, т.в.о. начальника.